# Cotton Abbotts
Cotton Abbotts var en civil parish 1866–2015 när det uppgick i Waverton, i distriktet Cheshire West and Chester, i Storbritannien. Det ligger i grevskapet Cheshire och riksdelen England, i den södra delen av landet, 260 km nordväst om huvudstaden London. Civil parish hade 3 invånare år 2001.